# Айван, Розалинд
Розалинд Айван (англ. Rosalind Ivan; 27 ноября 1880 — 6 апреля 1959) — англо-американская актриса.

## Биография
В 1907 году Айван дебютировала на Бродвее, где последующие три десятилетия у неё были регулярные роли. Впервые на киноэкранах актриса появилась в 1916 году в одном из немых фильмов. В 1936 году она возобновила карьеру с ролями второго плана во многих голливудских картинах. Наиболее запоминающимся стали её похожие роли ворчливых и постоянно ноющих жён в фильмах «Подозреваемый» (1944) и «Улица греха» (1945). Из-за этого актриса даже получила в Голливуде прозвище «Иван Грозный» (англ. Ivan the Terrible). В последующие годы Айван снялась в картинах «Бегство в Алжир» (1945), «Три незнакомца» (1946) и «Плащаница» (1953). Актриса скончалась от сердечной недостаточности в Нью-Йорке в возрасте 78 лет.

## Фильмография
- 1954 — Слоновья тропа — миссис Лакин
- 1953 — Плащаница — Юлия (в титрах не указана)
- 1948 — Джонни Белинда — миссис Поггети
- 1947 — Айви — Эмили
- 1946 — Вердикт — миссис Вики Бенсон
- 1946 — Три незнакомца — леди Ри Беладон
- 1945 — Улица греха — Адель Кросс
- 1945 — Бегство в Алжир — Агата Данам
- 1945 — Кукуруза зелена — миссис Уотти
- 1944 — Подозреваемый — Кора
- 1944 — Только одинокое сердце — миссис Клара Тейт (в титрах не указана)
- 1941 — Парижский запрос — мама Пикон (в титрах не указана)
- 1941 — Всё началось с Евы — миссис Маллиган (в титрах не указана)